# Pina Pellicer
Pina Pellicer (ur. 3 kwietnia 1934 w Meksyku, zm. 4 grudnia 1964 tamże) – meksykańska aktorka. Jej prawdziwe nazwisko to Josefina Yolanda Pellicer López de Llergo.

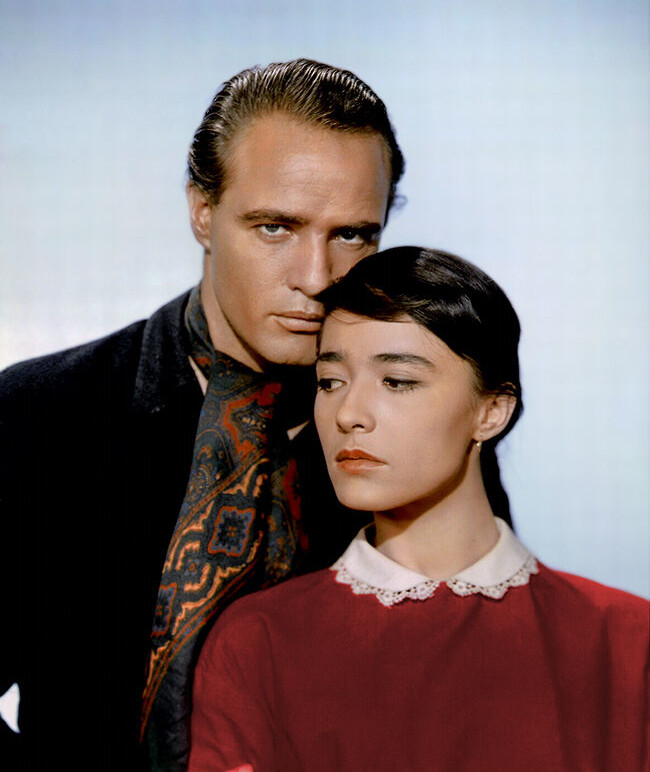
Pina Pellicer i Marlon Brando na zdjęciu reklamowym do filmu Dwa oblicza zemsty (1961)

## Życiorys
Rozpoczęła karierę jako deklamatorka poezji i aktorka teatralna. Do dziś niezwykle lubiana, bardzo znana i popularna meksykańska aktorka filmowa o niezwykłym podobieństwie do Audrey Hepburn. Jej dynamiczną karierę przerwała śmierć samobójcza z niewyjaśnionych do końca przyczyn. Dla polskich widzów zapisała się świetną, pierwszoplanową rolą w filmie Dwa oblicza zemsty (One-Eyed Jacks) obok Marlona Brando i Katy Jurado jako Louisa, kochanka głównego bohatera. Ten film, który niespodziewanie uczynił ją sławną na całym świecie, był również zapisem romansu jaki miała z Marlonem Brando. Sceny miłosne w Dwóch obliczach zemsty są przejmujące m.in. dlatego, że są odwzorowaniem prawdziwej miłości tej pary.
Na festiwalu w San Sebastian w 1961 roku otrzymała za swoją kreacje w Dwóch obliczach zemsty nagrodę za najlepszą pierwszoplanową rolę kobiecą.
Grała w niewielu filmach, ponadto jej nazwisko mimo obsady w głównych rolach było często z niezrozumiałych względów pomijane w opisach filmów  lub wpisywane na dalekich pozycjach.
Pina Pellicer popełniła samobójstwo 4 grudnia 1964 roku, w wieku 30 lat.

## Filmografia
- 1964: El teatro de Manolo Fábregas (TV) jako Ana María (w odcinku Pacto de medianoche)
- 1964: El pecador jako Irma
- 1964: La dama de corazones (TV)
- 1964: Alfred Hitchcock przedstawia (Alfred Hitchcock Presents) jako Maria Diaz (gościnnie)
- 1963: Ścigany (The Fugitive) jako Maria (gościnnie)
- 1962: Rogelia jako Rogelia
- 1962: Días de otoño jako Luisa
- 1961: Dwa oblicza zemsty (One-Eyed Jacks) jako Louisa Longworth
- 1959: Macario, jako żona Macario